# Jennifer Senior
Jennifer Senior es una periodista y escritora estadounidense. Es redactora de The Atlantic. Es la ganadora del Premio Pulitzer de Escritura de Forma Larga 2022.
Se graduó en la Universidad de Princeton, con especialización en antropología, en 1991. Es autora del libro de superventas del The New York Times en 2014, All Joy and No Fun: The Paradox of Modern Parenthood. También ha escrito reseñas de libros.
Ella ha escrito sobre su experiencia al sufrir COVID-19 persistente: «Los síntomas de COVID persistente a menudo cambian. Este síndrome es astuto y proteico: imagine una travesura de ratones moviéndose a través de las paredes de su casa y arrasando diferentes partes de circuitos e infraestructura a medida que avanzan».